# Der Kreis (phim 2014)
Der Kreis (tiếng Anh: The Circle) là một bộ phim tài liệu năm 2014 của Thụy Sĩ. Viết và đạo diễn bởi Stefan Haupt, bộ phim liên quan đến mạng xã hội của những người đồng tính nam phát triển ở Zurich trong những năm 1940 và 1950, tập trung vào Der Kreis, một ấn phẩm đồng tính, và các sự kiện xã hội mà nó tài trợ. Khi cảnh sát điều tra ba vụ giết người đồng tính nam bởi thuê trai, họ vật tế thần Der Kreis và những người đăng ký để biến Zurich thành một trung tâm du lịch đồng tính quốc tế.
Bộ phim tập trung vào câu chuyện của Ernst Ostertag và Röbi Rapp, một giáo viên và một nghệ sĩ giải trí drag queen, người đã gặp nhau thông qua việc tham gia vào vòng tròn xuất bản bên trong và bắt đầu một mối quan hệ lãng mạn suốt đời. Các cuộc phỏng vấn với họ và những người sống sót và các chuyên gia khác về thời đại được xen kẽ với phim tài liệu và hình ảnh cũng như một đoạn kịch bản kịch bản của câu chuyện. Việc thiếu các công tố pháp lý chống lại người đồng tính và sự nổi tiếng ngày càng tăng của Zurich cung cấp bối cảnh cho sự phát triển của một ấn phẩm phục vụ độc giả đồng tính trong khi tránh các tài liệu rõ ràng, cả trong văn xuôi và minh họa, để đáp ứng các tiêu chuẩn kiểm duyệt của Thụy Sĩ.
Cặp đôi này được Matthias Hungerbühler và Sven Schelker miêu tả, với các cuộc phỏng vấn tài liệu với Ostertag và Rapp thực sự.

## Diễn viên
- Matthias Hungerbühler - Ernst Ostertag
- Sven Schelker [de] - Röbi Rapp
- Anatole Taubman - Felix
- Peter Jecklin [de] - Principal Dr. Max Sieber
- Marianne Sägebrecht - Erika
- Antoine Monot, Jr. - Gian
- Marie Leuenberger [de] - Gabi Gerster
- Stefan Witschi - Rolf

## Phát hành
Bộ phim đã giành được Giải thưởng Teddy cho Phim tài liệu hay nhất tại Liên hoan phim Berlin 2014, cũng như giải thưởng Khán giả toàn cảnh. Quyền phân phối ở Bắc Mỹ sau đó đã được mua lại bởi Video Wolfe. Nó được chọn là mục nhập của Thụy Sĩ cho Phim nói tiếng nước ngoài hay nhất tại Giải thưởng Hàn lâm lần thứ 87, nhưng không được đề cử. Đạo diễn Stefan Haupt nói "thật vinh dự khi đại diện cho Thụy Sĩ".